# ستيغوصورات
الستيغوصورات (الاسم العلمي:†Stegosauridae) هي فصيلة منقرضة من الزواحف تتبع الديناصورات المدرعة من رتبة طيريات الورك.

## التصنيف
- الستيغوصوراوات
  - الستيغوصور
  - البرانطودون